# Алексєєв Сергій Олександрович (художник)
Алексєєв Сергій Олександрович (*1831— †?) — український художник, незаконний син дворової дівчини Тетяни Алєксєєвої.

## Біографія
Здобув волю близько 1824 року. Пенсіонер Товариства заохочення художників. В 1830 році отримав допомогу від Товариства. З 1826 року є учнем Олексія Венеціанова, а через рік Академією Мистецтв нагороджений золотою медаллю за «перспективну картину». У 1833—1837 роках навчався в Академії Мистецтв як «вільний учень».
На академічних виставках експонувались його роботи «Перспектива кімнат з фігурами дами з сімейством» та «Портретна галерея російських генералів», за яку він отримав срібну медаль. В 1837 році, одержавши звання вільного художника перспективного живопису їде працювати вчителем малювання до Переяславської повітової гімназії. На прохання Миколи Гоголя малював місцевих селянок, звертаючи особливу увагу на візерунки вишивок на рукавах їхніх сорочок.